# となみ野大橋
となみ野大橋（となみのおおはし）は、富山県砺波市の庄川に架かる国道359号砺波東バイパスの橋長408.7 m（メートル）の桁橋である。

## 概要
- 左岸 - 富山県砺波市柳瀬
- 右岸 - 富山県砺波市頼成
- 形式 - 鋼7径間連続少数主桁鈑桁橋
- 活荷重 - B活荷重
- 橋長 - 408.7 m
  - 支間割 - ( 58.0 m + 62.0 m + 4×59.7 m + 48.3 m )
- 幅員
  - 有効幅員 - 11.0 m
  - 車道 - 7.50 m
  - 歩道 - 3.50 m
- 総鋼重 - 1 038 t
- 床版 - 合成床版
- 施工 - 川田工業
- 架設工法 - トラッククレーン・ベント工法

## 歴史
直轄権限代行により国土交通省北陸地方整備局富山河川国道事務所が整備主体となって2010年（平成22年）3月27日に暫定2車線で開通。

## 隣の橋
- 庄川
  - （上流） - 雄神大橋 - 太田橋 - となみ野大橋 - 砺波大橋 - 庄川大橋 - （下流）